# Sajlovo
Sajlovo (en serbe cyrillique : Сајлово), également connu sous le nom de Donje Sajlovo (Доње Сајлово), est un quartier de la ville de Novi Sad, la capitale de la province autonome de Voïvodine, en Serbie.

## Localisation

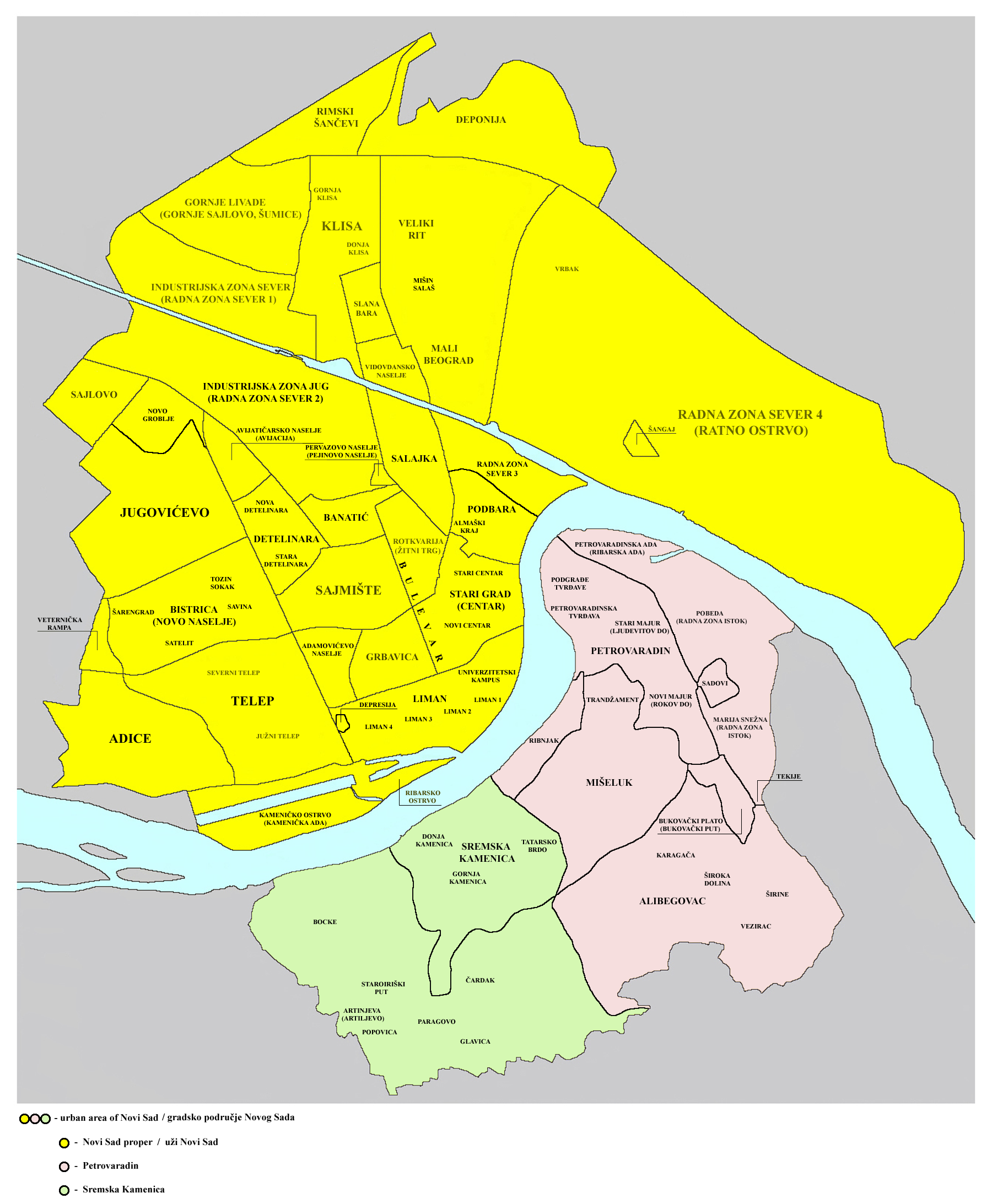
Plan de la zone urbaine de Novi Sad

Au nord-est, Sajlovo est délimité par le Rumenački put (la « route de Rumenka »), au sud-est par la rue Donje Sajlovo et à l'ouest par la limite de la zone urbaine de Novi Sad.
Le quartier est entouré par ceux du Novo groblje (le « nouveau cimetière ») et de Jugovićevo au sud-est, par la Zone industrielle Sud au nord-est, par le bidonville de Bangladeš et la localité de Rumenka au nord-ouest et par la localité de Veternik au sud-ouest.
Sur le plan administratif, Sajlovo fait partie de la communauté locale de Jugovićevo.

## Histoire

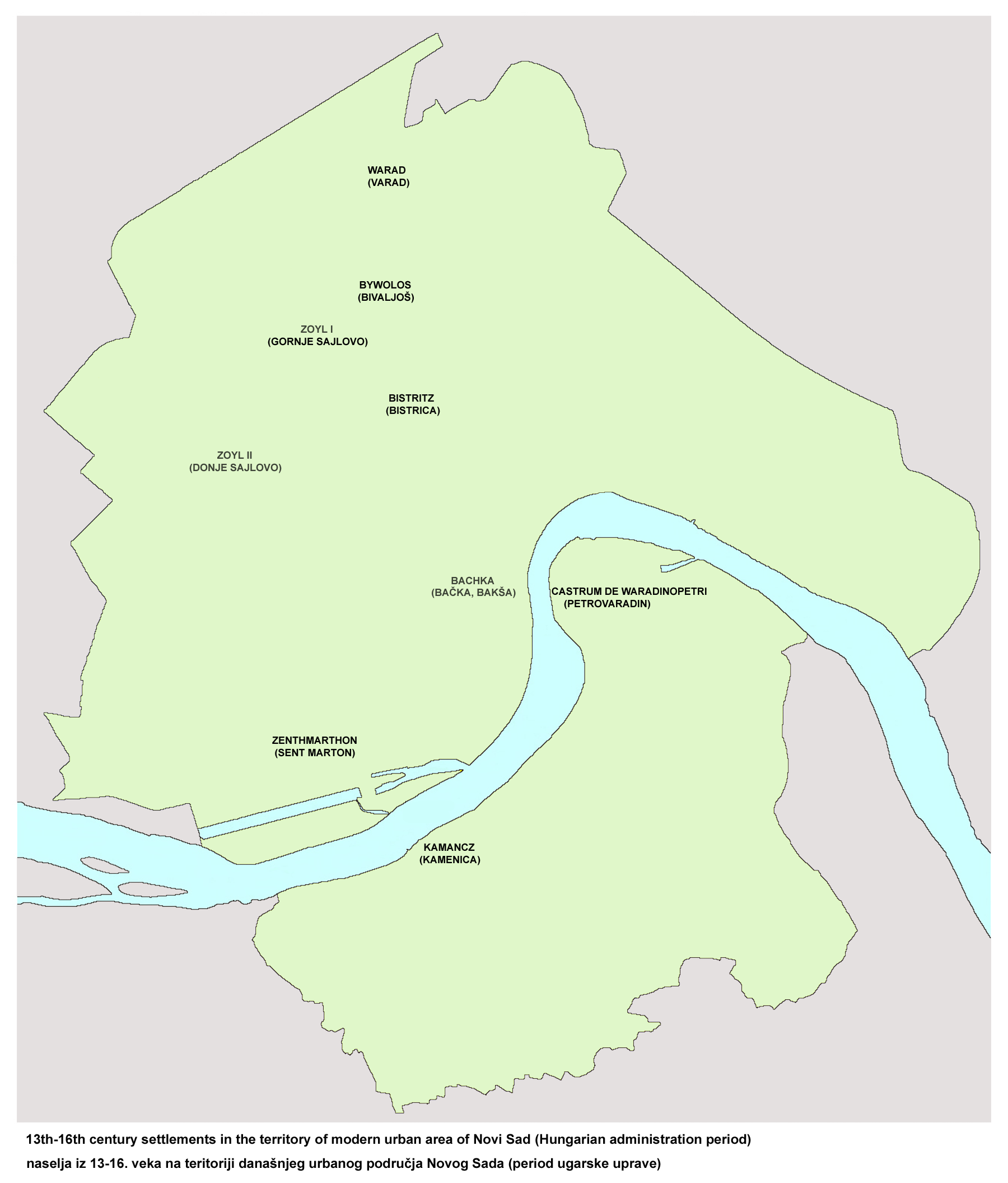
Localités de l'actuelle zone urbaine de Novi Sad du XIIIe siècle au XVIe siècle

Une charte du roi de Hongrie Béla IV datant de 1237 mentionne deux villages portant le nom de Sajlovo : Gornje Sajlovo ou Sajlovo I (aujourd'hui Gornje livade dans la communauté locale de Klisa) et Donje Sajlovo ou Sajlovo II (dans l'actuel secteur de Sajlovo). Le nom original de ces villages étaient « Isailovo », renvoyant au nom du moine Isaija venu d'un monastère situé à l'est de Rumenka. La dénomination du village montrerait qu'il était à l'origine peuplé par des Slaves. Après les guerres turco-hongroises du XVIe siècle, Sajlovo n'est plus mentionné.
Le quartier actuel a été urbanisé dans la seconde moitié du XXe siècle le long du Rumenački put (la « route de Rumenka ») et a accueilli des réfugiés des pays l'ex-Yougoslavie fuyant les guerres. Selon les anciens plans d'urbanisme de Novi Sad, le secteur devait constituer une des ceintures vertes de la ville ; aujourd'hui le plan général d'urbanisme à l'horizon 2021 prévoit d'en faire un quartier dominé par les constructions individuelles.

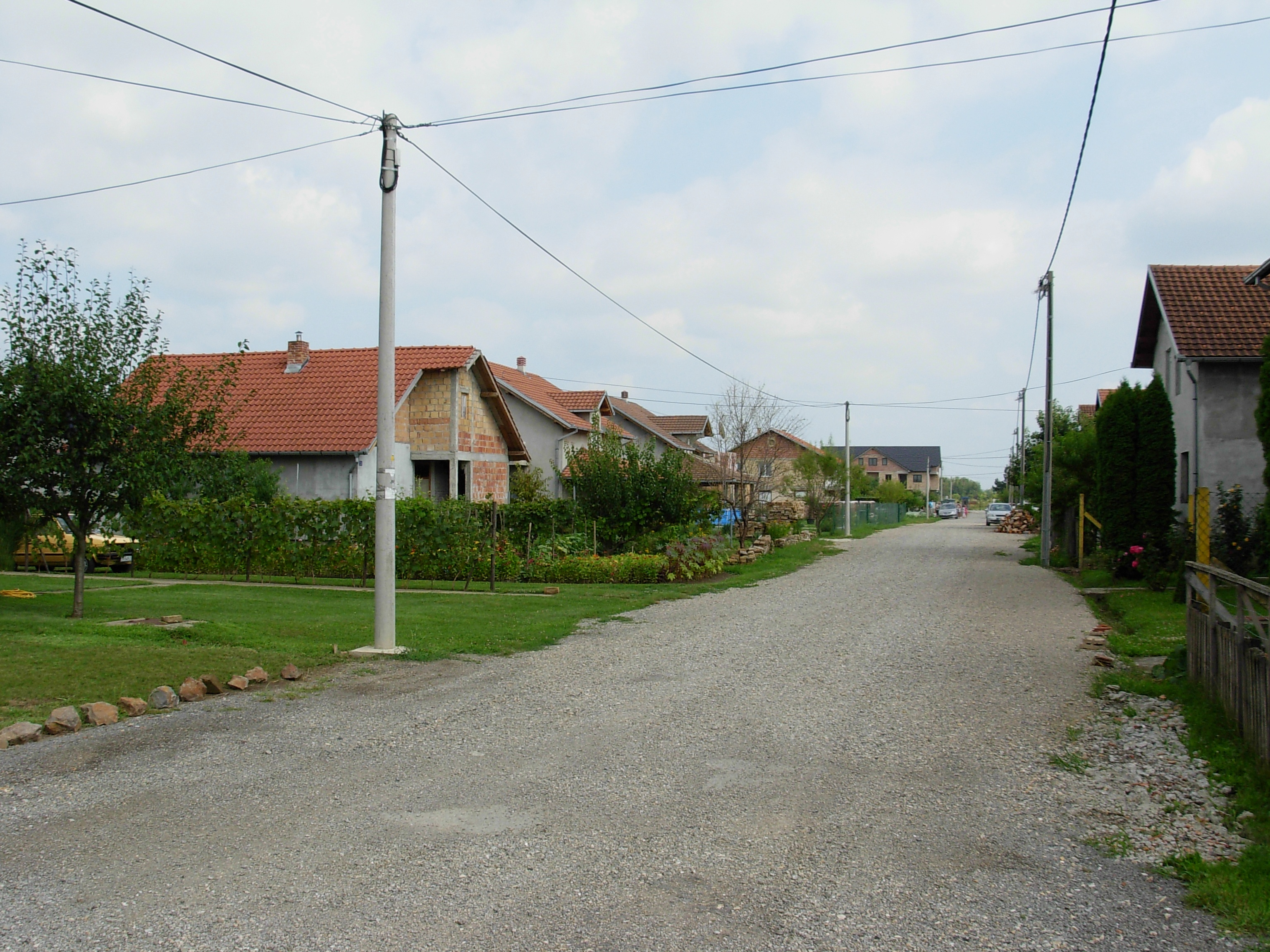
Une rue de Sajlovo